# Tapetserarbin
Tapetserarbin eller bladskärarbin (Megachile) är ett stort släkte solitära bin i insektsordningen steklar. 

## Beskrivning
Tapetserarbin är kraftigt byggda bin, som oftast har en längd på mellan 7 och 20 millimeter, men släktet innehåller också ett av världens största bin, Megachile pluto, med en längd på 39 millimeter. Honan hos tapetserarbina har en bakkropp som är tillplattad från ovansidan, och på undersidan med en samling av täta hår, som hon använder för att samla pollen. Hanen har ansiktet täckt av täta, ljusa hår. Pälsmönstret är annars mycket olika mellan de ingående arterna.

## Ekologi
Tapetserarbin lever solitärt och skär ut halvcirkelformade bladbitar från främst rosväxter som de placerar i många olika substrat, som dött trä, gamla larvgångar av vedlevande skalbaggar, torv eller i jorden under platta stenar. Även konstgjorda substrat kan användas, som plaströr, frigolitstycken eller fönsterspringor. Honan tapetserar bohålan med blad, därav det svenska namnet, och lägger flera ägg i samma bo. Arten är solitär, men det händer att flera honor kan utnyttja samma ingångshål, men med individuella bogångar bakom det.
Kägelbinas larver lever som boparasiter i tapetserarbinas bon, där honan lägger ett ägg i äggcellerna. Kägelbilarven lever sedan av det insamlade matförrådet efter det den har dödat värdägget eller -larven.

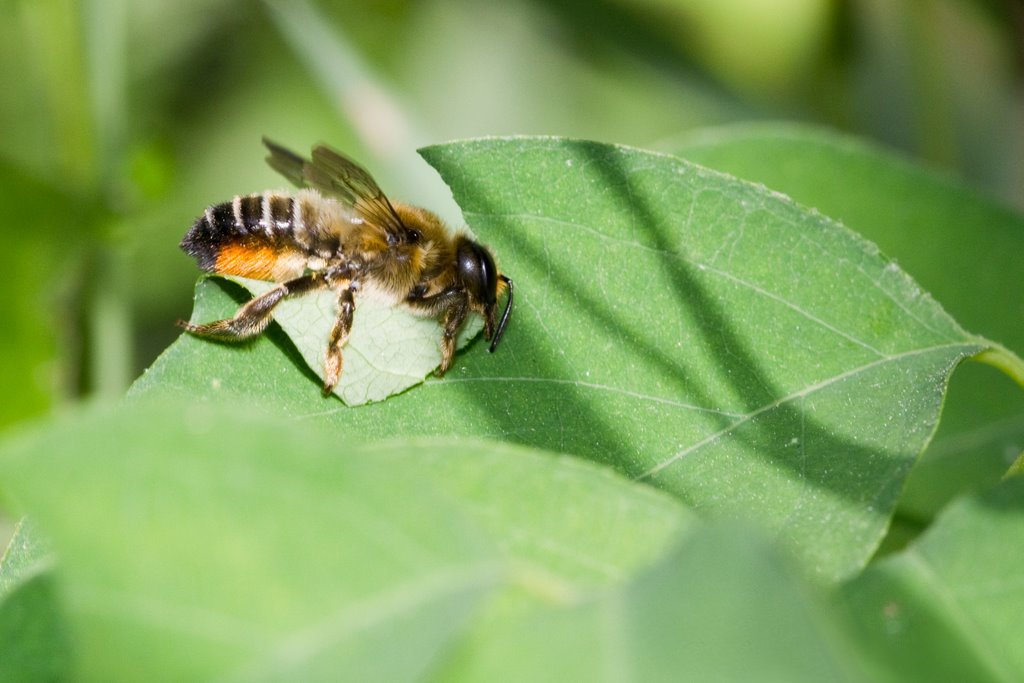
Ett rosentapetserarbi (M. centuncularis) som skär ut en bladbit.

## Systematik
Tapetserarbin är ett mycket stort släkte med 1 520 arter i 56 undersläkten. Det förekommer i alla världsdelar utom Antarktis.

## Arter i Sverige och Finland
I Sverige finns 12 arter, varav 2 hotade. Finland har 11 arter, varav 2 hotade.
- havstapetserarbi (Megachile leachella) Livskraftig i Sverige, saknas i Finland.
- smultrontapetserarbi (Megachile alpicola) Livskraftig i båda länderna.
- rosentapetserarbi (Megachile centuncularis) Livskraftig i Sverige, nationellt utdöd i Finland.
- rallarbi (Megachile lapponica) Livskraftig i båda länderna.
- trätapetserarbi (Megachile ligniseca) Livskraftig i båda länderna.
- klinttapetserarbi (Megachile pyrenaea) Nära hotad i Sverige, starkt hotad i Finland.
- ängstapetserarbi (Megachile versicolor) Livskraftig i båda länderna.
- nävertapetserarbi (Megachile analis) Livskraftig i båda länderna.
- ärttapetserarbi (Megachile circumcincta) Livskraftig i båda länderna.
- stortapetserarbi (Megachile lagopoda ) Nära hotad i båda länderna.
- stort tapetserarbi (Megachile bombycina) Nationellt utdöd i Finland, saknas i Sverige.
- vialtapetserarbi (Megachile nigriventris) Livskraftig i båda länderna.
- stocktapetserarbi (Megachile willughbiella) Livskraftig i båda länderna.
- kådtapetserarbi (Megachile ericetorum) Nationellt utdöd i Finland, saknas i Sverige.
- Megachile rotundata Livskraftig i Finland, saknas i Sverige.